# Tantalus Range
Die Tantalus Range ist ein Gebirgszug im Südwesten der kanadischen Provinz British Columbia, zum Großteil im Squamish-Lillooet Regional District.

## Geographie
Die Tantalus Range ist eine Teilkette der Pacific Ranges in den Coast Mountains. Die Kette ist vom „Sea to Sky Highway“ aus, der von Vancouver über Squamish nach Whistler verläuft, leicht zu sehen. Der Name, den die Squamish, die lokalen Indigenen, für das Gebirge benutzen, ist Tsewílx’ (/tʃə.wilχ/).
Das südliche Ende des Gebirgszuges liegt an der Westgrenze der Stadt Squamish. Der Gebirgszug selbst verläuft nur etwa 21 km nach Nordwesten am Ufer des Squamish River und ist an der breitesten Stelle weniger als 8 km breit; seine Fläche beträgt 307 km². Der höchste Gipfel ist der Mount Tantalus (2603 m).
Der östliche Teil der Kette liegt teilweise im Tantalus Provincial Park und der südöstliche im Brackendale Eagles Provincial Park.
Nachbargebirge (ohne namenlose Gebirgszüge):
| Clendinning Range |  |                       |
|                   |  | Garibaldi Ranges      |
|                   |  | North Shore Mountains |

## Gipfel
Die folgende Liste umfasst nur die 10 höchsten Berge der Tantalus Range:
- Mount Tantalus – 2603 m – 49° 49′ N, 123° 20′ W[4][2]
- Mount Dione – 2589 m – 49° 49′ N, 123° 20′ W[5]
- Serratus Mountain – 2321 m – 49° 48′ N, 123° 18′ W[6]
- Pelion Mountain – 2312 m – 49° 52′ N, 123° 21′ W[7]
- Alpha Mountain – 2302 m – 49° 48′ N, 123° 17′ W[8]
- Ossa Mountain – 2261 m – 49° 52′ N, 123° 22′ W[9]
- The Red Tusk – 2147 m – 49° 47′ N, 123° 18′ W[10]
- Ionia Mountain – 2137 m – 49° 47′ N, 123° 18′ W[11]
- Lydia Mountain – 2100 m – 49° 47′ N, 123° 18′ W[12]
- Mount Pandareus – 2099 m – 49° 47′ N, 123° 18′ W[13]

## Geschichte und Kultur
Der Name des Gebirgszuges entstammt wie viele seiner Gipfel der griechischen Mythologie. Tantalus wurde halb in kaltes Wasser getaucht im Hades eingekerkert; nahebei wurden Früchte aufgehängt, doch nicht nah genug, um sie zu essen. Der Begriff „Tantalusqualen“ hat hier seinen Ursprung. Von einem ortsansässigen Bergsteiger wurde der Name „Tantalus“ allegorisch verwendet, der bei Ansicht des Gebirgszuges und seiner eindrucksvollen Spitzen und Eisfälle von jenseits des Squamish River Tantalusqualen litt. Einer anderen Version der Legende zufolge wurden Tantalus und seine Familie vor einem Festessen eingefroren und waren unfähig, sich zu bewegen – sehr bildhaft angesichts der eisdrapierten Gipfel und ihres irgendwie majestätischen Charakters.
Die Tantalus Range ist sowohl unter Kletterern wie auch unter Fotografen und Filmemachern sehr beliebt. Die beste Aufsicht auf den Gebirgszug hat man genau nördlich von Squamish (British Columbia) von der Brohm Ridge und von Strecken des BC Highway 99 (dem „Sea to Sky Highway“) entlang des Cheakamus Canyon.

## Galerie

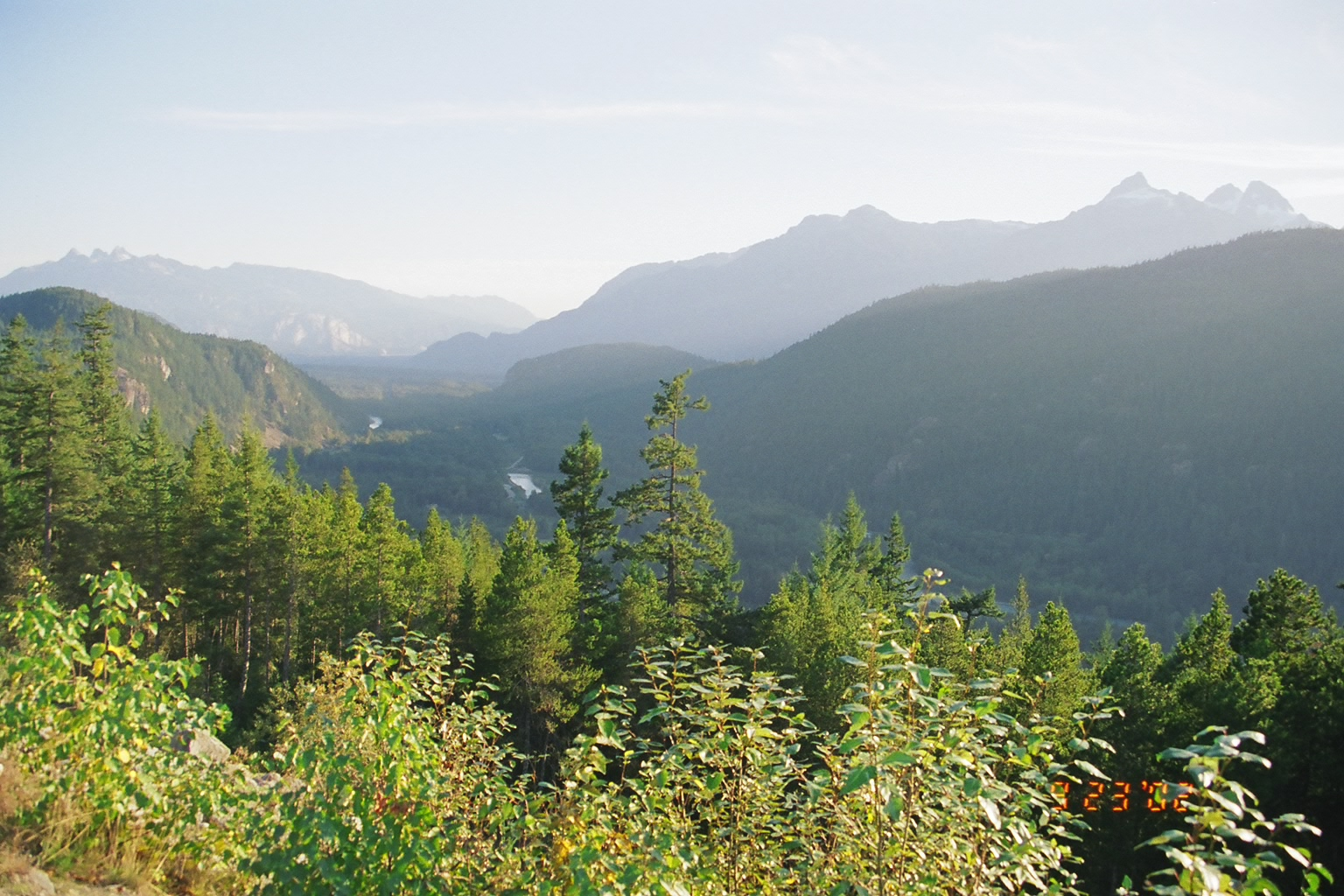
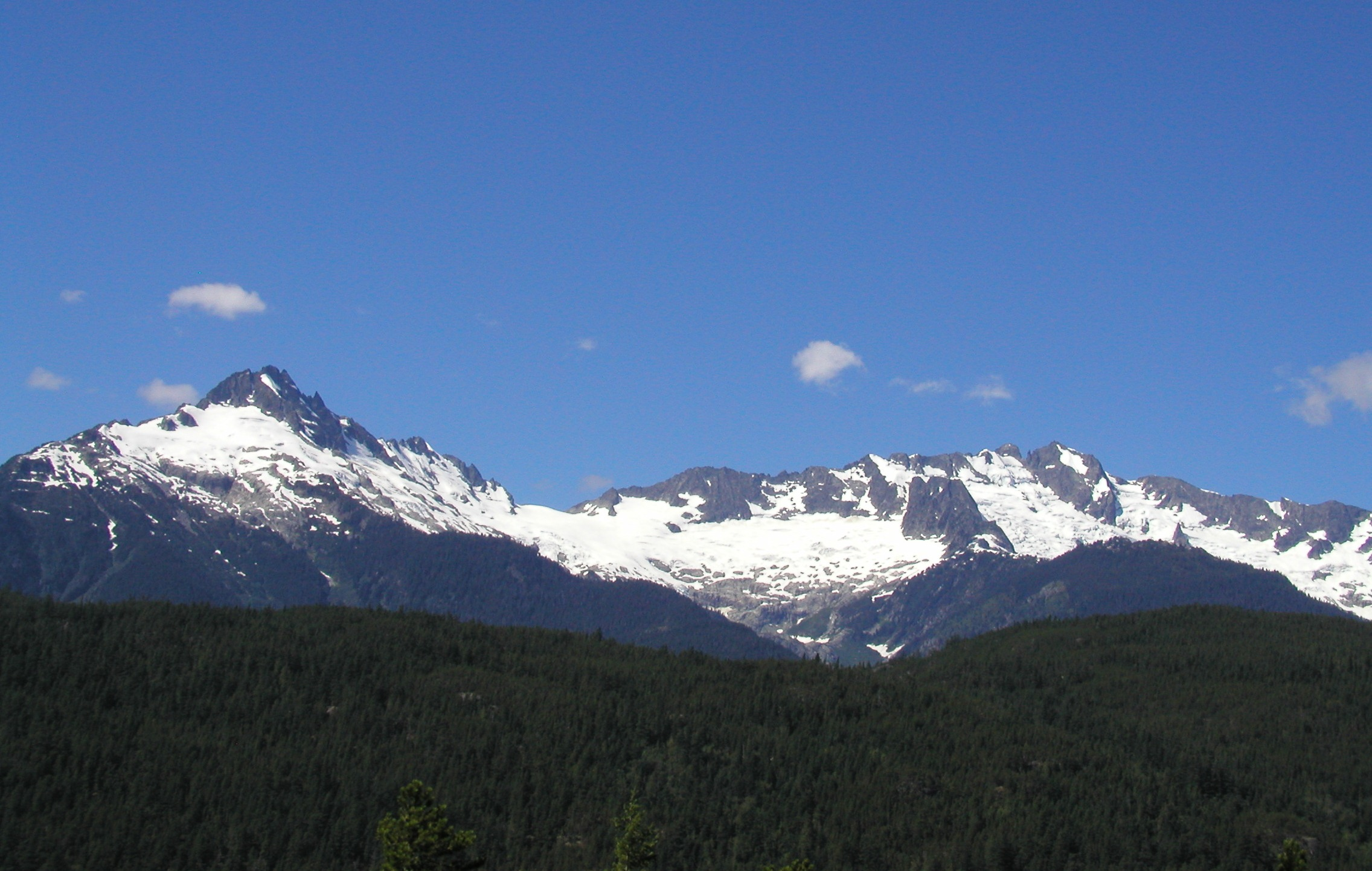
Alpha Mountain (links)
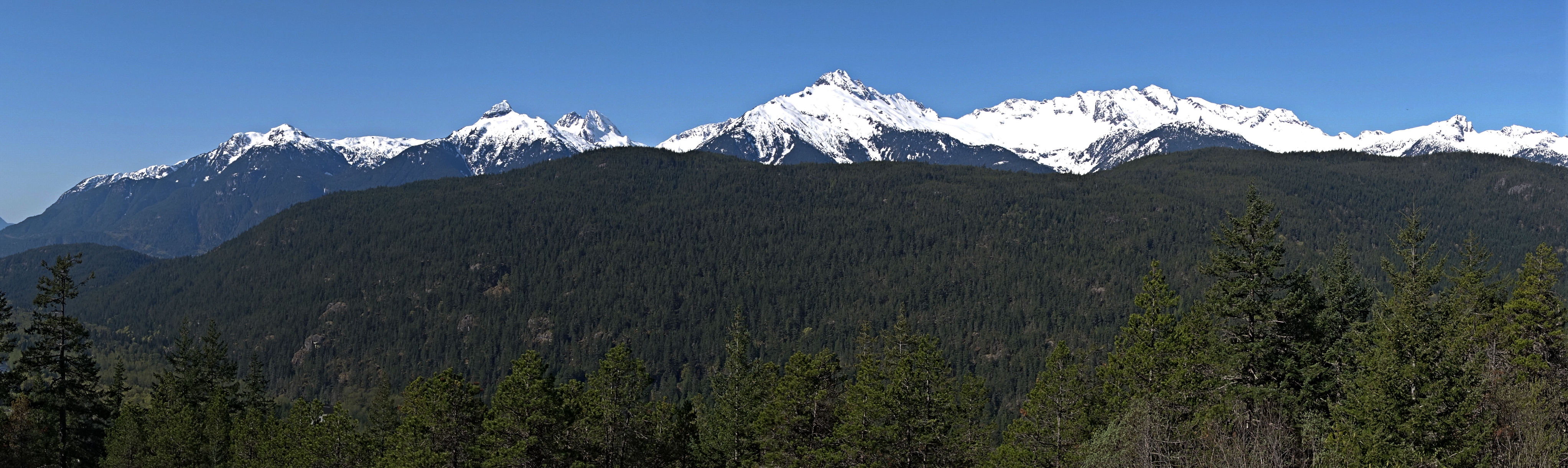
Die Tantalus Range vom „Sea to Sky Highway“ aus